# ディールサルマン
ディールサルマン（アラビア語: دير سلمان, EALL式ラテン文字転写: dayr salmān; 英語: Deir Salman）は、シリアダマスカス郊外県マルカズ・リーフ・ディマシュク郡にある村である。シリア中央統計局（CBS）によると、ディールサルマンの2004年の国勢調査での人口は6,227人である。